# Parasophroniella tonkinensis
Parasophroniella tonkinensis là một loài bọ cánh cứng trong họ Cerambycidae.